# 喬治·戴維斯 (棒球員)
喬治·史戴西·戴維斯（英語：George Stacey Davis，1870年8月23日—1940年10月17日），為美國職棒大聯盟的游擊手與總教練，同時也擔任過三壘手與中外野手。戴維斯至今在許多打擊數據方面都還能躋身大聯盟前100名以內，是位相當傑出的打者。
戴維斯早期默默無聞，他在70歲時因梅毒去世。1998年，他入選美國棒球名人堂，這時他的知名度才慢慢上升。

## 職業生涯

### 生涯早期
戴維斯在1890年登上大聯盟，這年他在外野上演聯盟最多的35次助殺。1891年，他曾以投手身分上場3場比賽，不過他只投4局便掉了7分。
雖然沒能繼續站上投手丘，但他強壯的臂力也讓他成為三壘手。1892年，他的打擊率掉到2成41，不過打回82分打點與36次盜壘成功。

### 紐約巨人
1893年球季開打前，蜘蛛隊將戴維斯交易到巨人隊，換來Buck Ewing。大聯盟在這年將投手丘距離延伸到60英尺(約18.2公尺)，這讓戴維斯的打擊率上升到3成55，並敲出生涯新高的27支三壘安打與11轟，還有37次盜壘成功與119分打點。他也是第一位在同一局敲出三壘安打和全壘打的人。
戴維斯在1890年代可以說是打擊能力最傑出的選手之一，他從1893年起連續9年的單季打擊率都突破3成。1897年，他的打擊率為3成53，並打回135分打點成為國聯打點王。
除了打擊表現出色之外，戴維斯在場上拚命三郎與正直的態度也讓他獲得極高評價。1900年4月26日，戴維斯與隊友Kid Gleason、Mike Grady練球時偶然發現公寓大火，而他們也相當機警地救出兩名婦女與一個孩子。儘管當時臉部有些微灼傷，戴維斯仍在下午上場比賽，最後球隊以平局收場。

### 生涯後期
1901年，美國聯盟成立，而戴維斯也在1902年以4000美元簽約金加盟白襪。隔年巨人用6700美元試圖找回戴維斯，不過礙於兩個聯盟的和平協議而取消。
1903年，戴維斯幾乎沒有出賽。他在白襪隊的打擊能力已經和以前相去甚遠，不過他在1906年世界大賽的第5場比賽上演盜本壘的戲碼，第6場還敲出3支安打，最後成功幫助球隊拿下世界大賽冠軍。
儘管他從1907年開始打擊能力退化更快，他還是在1909年才宣布退休。

## 生涯打擊成績
| 出賽次數 | 打席  | 打數 | 得分 | 安打 | 二安 | 三安 | 全壘打 | 打點 | 盜壘 | 保送 | 三振 | 打擊率 | 上壘率 | 長打率 | OPS  |
| -------- | ----- | ---- | ---- | ---- | ---- | ---- | ------ | ---- | ---- | ---- | ---- | ------ | ------ | ------ | ---- |
| 2372     | 10186 | 9045 | 1545 | 2665 | 453  | 163  | 73     | 1440 | 619  | 874  | 613  | .295   | .362   | .405   | .767 |

## 晚年
1910年，他在小聯盟擔任球員兼總教練。他在1910年代期間不僅開設過保齡球館，還在大學棒球隊擔任教練，甚至還成為汽車銷售員。
戴維斯雖然已婚，但一生都沒有孩子。而他的死因一直是個謎，直到棒球歷史學家Lee Allen透過The Sporting News追蹤才發現他在1934年被送往精神病院，並在1940年因梅毒去世。他的妻子用41美元在一天內把戴維斯的遺體安葬在Fernwood公墓。
戴維斯一直到1998年才透過資深選手委員會引薦入選名人堂。

## 外部連結
- 球員資訊和成績在MLB，ESPN，Retrosheet ，Baseball Reference ，Baseball Reference (Minors) ，Fangraphs ，The Baseball Cube （英文）